# Kroměříž Slot
Kroměříž Slot (tjekkisk: Zámek Kroměříž  eller Arcibiskupský zámek, tysk: Schloss Kremsier) er et slot i Kroměříž i Tjekkiet. Det har været hovedresidensen for biskopperne og (fra 1777) ærkebiskopperne af Olomouc. UNESCO opførte haverne og slottet som et verdensarvssted i 1998 på grund af dets usædvanligt velbevarede og enestående barokke haver.

## Historie
Byen var siden det 13. århundrede ejet af biskopperne. Under hussitiske krige mistede de kontrollen og genvandt den først i 1470'erne. Dette førte til udskiftningen af slottet med en mere komfortabel bolig af biskop Stanislav 1. Thurzo i 1500. Bygningen var i sengotisk stil med et minimum af renæssancedetaljer. Under 30-årskrigen blev slottet plyndret af den svenske hær (1643).
Det var først i 1664, at en biskop fra den magtfulde Lichtenstein-Kastelkorn-familie pålagde arkitekten Filiberto Lucchese at renovere paladset i barokstil. Det vigtigste monument for Luccheses arbejde i Kroměříž er Lysthaven foran slottet. Efter Luccheses død i 1666 afsluttede Giovanni Pietro Tencalla sit arbejde med den formelle have og fik paladset genopbygget i en stil, der minder om den turinesiske skole, som han tilhørte.
Efter at slottet var blevet ødelagt af en større brand i marts 1752, bestilte biskop Hamilton to førende kejserlige kunstnere, Franz Anton Maulbertsch og Josef Stern, som ankom til boligen for at dekorere paladsets haller med deres værker. Ud over deres malerier huser paladset stadig en kunstsamling, der generelt anses for at være den næstbedste i landet, som omfatter Titians sidste mytologiske maleri, The Flaying of Marsyas . Den største del af samlingen blev erhvervet af biskop Karel i Köln i 1673. Paladset indeholder også et fremragende musikarkiv og et bibliotek med 33.000 bind.

## Landskabsarkitektur og arkitektur
Slottet og dets grund blev nomineret til optagelse på verdensarvslisten i 1998. Som nomineringsdossieret forklarer, "er slottet et godt, men ikke enestående eksempel på en type aristokratisk eller fyrstelig residens, der har overlevet bredt i Europa. Lysthaven er derimod et meget sjældent og stort set intakt eksempel på en barokhave." De barokke landskaber og paladser i Bøhmen og Mæhren var stærkt påvirket af den italienske barok, selvom  udformningen af denne lysthave på et stort set fladt sted, også viser indflydelse fra den franske formelle barokstil. To italienske arkitekter var ansvarlige for design og udførelse af stedet, Filiberto Luchese (1607-1666) og efter hans død Giovanni Pietro Tencalla (1629-1702).
Barokkens glædes- eller lysthave ligger i afstand fra palæet, som det i dag kan ses fra luftfotografering. De graveringer, der blev færdiggjort i 1691 af Georg Matthaeus Vischer, viser en helt lukket have, opdelt med en halvdel prydparterre og den anden halvdel mod syd bestående af frugtplantager og produktive prydelementer.
Udover de formelle barokke parterre er der også en mindre formel engelsk have fra det 19. århundrede tæt på paladset, som led skade under oversvømmelser i 1997.

## I populærkulturen
Interiøret i paladset blev flittigt brugt af Miloš Forman som stand-in for Wiens Hofburg kejserpalads under optagelserne af Amadeus (1984), baseret Wolfgang Amadeus Mozarts liv.  Mozart besøgte aldrig Kroměříž, men nogle af hans kompositioner er gemt i slottets musikarkiv. Der er flere film/serier, som blev optaget (i hvert fald delvist) i paladset og/eller haverne.